# 禁江

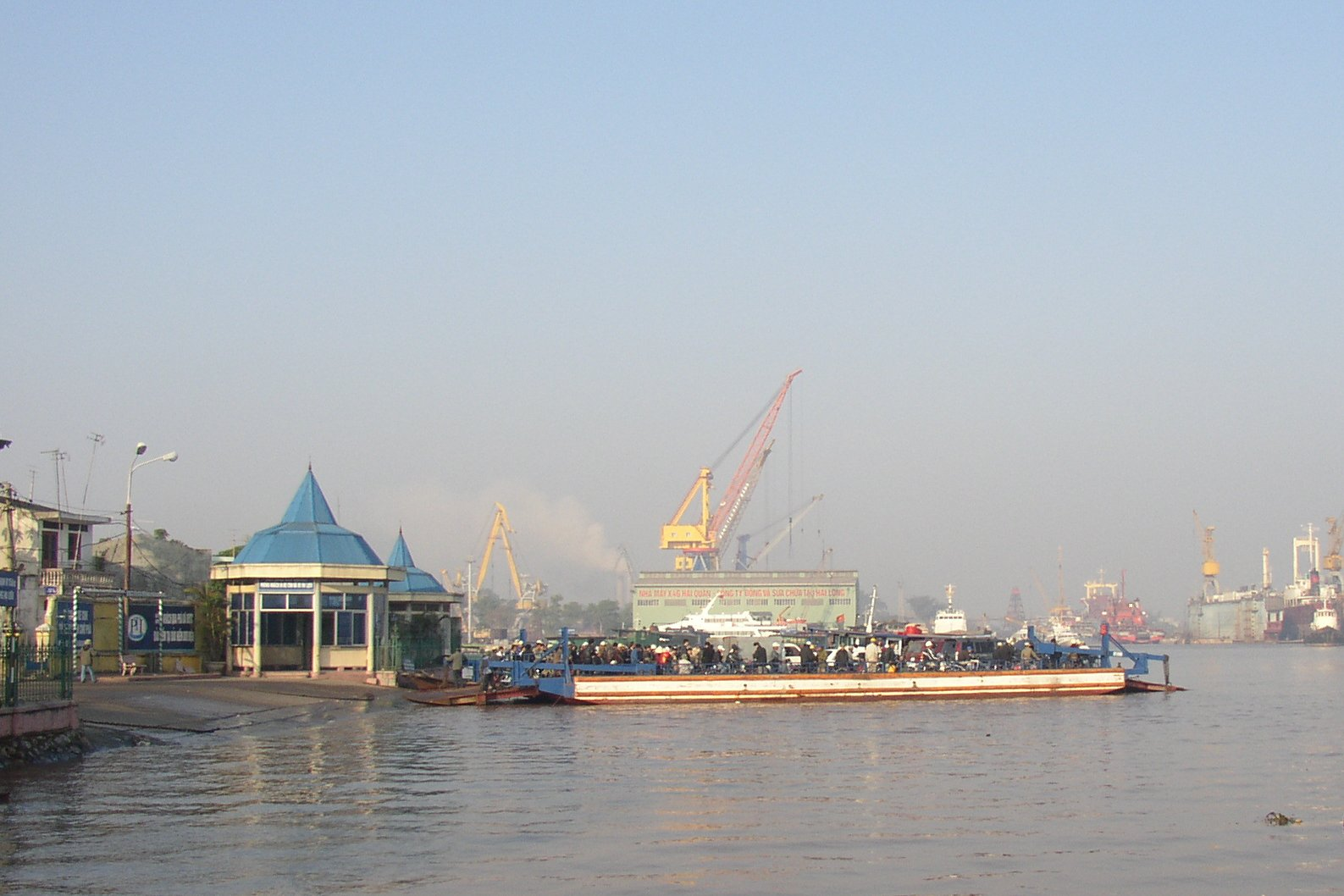
流经海防市区的禁江

禁江（越南语：／），是越南北部太平江的下游支流之一，流經海防市，最终在海防市海安郡禁江口注入北部湾。

## 地理
这条河开始于位于海阳省荆门市社明和社的安阳交汇处，荆门江和汗河的交汇处流动，涇柴江的分流。从农垦和河流交汇处，它基本上沿西北 - 东南方向流动，但蜿蜒形成M形，向海防市鸿庞郡馆算坊改变东方方向。 在东南方向，向东南方向的凸轮门进入东海。 这条河总长约7,000米，在安阳县、水源县、鸿庞郡、吴权郡和海安郡等地区之间通过并划定界限。 